# اضطهاد الصينيين في ألمانيا النازية
مع إعفائهم من عملية الإبادة الجماعية، فقد تعرض الألمان الصينيون لاضطهاد واسع النطاق ومنهجي في ألمانيا النازية. اضطر العديد من المواطنين الصينيين إلى مغادرة البلاد بسبب زيادة المراقبة الحكومية والإكراه. وبعد بدء الحرب العالمية الثانية وما تلاها من انهيار التعاون الصيني الألماني، شن الغيستابو اعتقالات جماعية للألمان الصينيين والمواطنين الصينيين عبر ألمانيا وأرسلوا العديد منهم إلى معسكرات العمل.

## التاريخ
حتى نهاية الحرب الباردة، كان عدد قليل من الصينيين يعيشون في ألمانيا، مقارنة بالمهاجرين من الدول الأخرى، وكان تأثيرهم على المجتمع الألماني محدودًا. ومع ذلك، فقد تشكلت مجتمعات صينية في هامبورغ وبريمن وبرلين. معظم الصينيين الذين هاجروا إلى ألمانيا في القرنين التاسع عشر والعشرين كانوا بحارة من غوانغدونغ وجيجيانغ. ذهب هؤلاء البحارة بشكل عام في إجازة عند رسوهم في الموانئ الألمانية. ومع الوقت، تطورت الجاليات الصينية هناك. صار الحي الصيني في سانت باولي ربع هامبورغ (حول شموكستراس) Chinesenviertel في النهاية أكبر مجتمع صيني في ألمانيا. في الوقت الذي تأسست فيه القنصلية الصينية في هامبورغ عام 1921، كان أكثر من 2000 صيني يقيمون في ألمانيا. وبصرف النظر عن البحارة المحترفين، كانت الغالبية العظمى منهم في صناعات المطاعم والترفيه، وأصحاب المطاعم والحانات والمقاهي وقاعات الرقص الصينية. شملت المؤسسات غير القانونية أوكار الأفيون والكازينوهات وتهريب الأسلحة.
ابتداءً من عشرينيات القرن العشرين، ظهر في برلين خريجو الجامعات من أصل صيني، ومعظمهم تمسكوا بإيديولوجية يسارية راديكالية. أصبح كل من تشو دي وياو تشينغتشي وزو إن وتشوان لاي وغيرهم من القادة البارزين في الحزب الشيوعي الصيني. لقد انضم آخرون إلى الحزب الشيوعي الألماني، وأسسوا صالونًا يسمى «دائرة اللغة الصينية».

### الاضطهاد الأولي

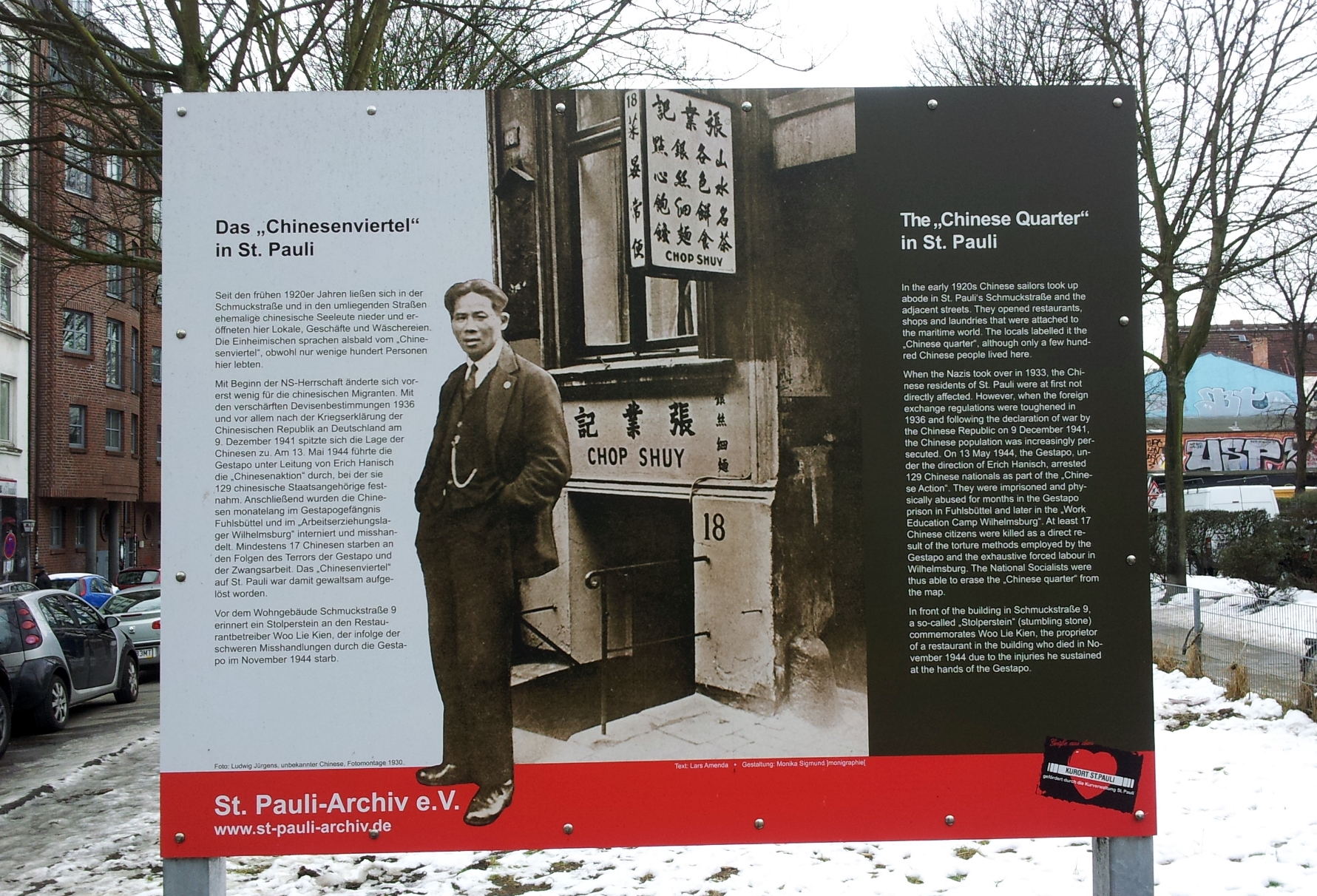
تقدم لوحة تذكارية على Schmuckstraße في هامبورغ تاريخًا موجزًا للأحياء الصينية في سانت باولي وتدميرها من قبل الغيستابو في عام 1944.

في البداية لم تُأثر الحكومة النازية على الحياة اليومية للشعب الصيني في ألمانيا. أشاد أدولف هتلر بالثقافة الصينية ولم يفكر في أونترمينش الصينيين. ومع ذلك، لم يتم منح وضع الآرية الفخرية للصينيين، على عكس الشعب الياباني.
في وقت لاحق، تعرض الصينيين في ألمانيا، الذين تمسك بعضهم بإيديولوجية يمينية، للاضطهاد من قبل الحكومة النازية. ومع أن معظمهم لم يكونوا نشطين سياسيًا، إلا أن الحكومة راقبتهم. في ظل هذه الظروف، أصبحت الحياة صعبة بشكل متزايد على المدنيين الصينيين في ألمانيا. واعتبارًا من عام 1936، فرض الغيستابو والشرطة المحلية وضباط الجمارك لوائح غير أخلاقية في الحي الصيني في هامبورغ. وفي 25 يناير 1938، أسس مكتب الأمن الرئيسي للرايخ مركزًا للصينيين يسمى مركز اللغة الصينية Zentralstelle für Chinese تحت سيطرة راينهارد هايدريش، كان مخصصًا للتحكم في حجم السكان الصينيين.
اختار معظم أفراد الشعب الصيني في ألمانيا العودة إلى البر الصيني الرئيسي، لكن بعضهم اختار القتال في الحرب الأهلية الإسبانية. وفقًا لتقرير مكون من مجلس شؤون المجتمع في الخارج، فقد تم تخفيض عدد السكان الصينيين في ألمانيا إلى 1138 قبل اندلاع الحرب العالمية الثانية.

## أثناء الحرب
بعد أن أعلنت الحكومة الصينية الحرب على ألمانيا النازية في أعقاب الهجوم على بيرل هاربر في عام 1941، شن الغيستابو اعتقالات جماعية للألمان الصينيين والمواطنين الصينيين في جميع أنحاء ألمانيا، ركزهم في مخيم للنجر مورجن للعمال بفيلهلمسبورغ في هامبورغ، واستخدمهم كعمال عبيد؛ تعرض الكثير منهم للتعذيب أو التنمر أو العمل حتى الموت على يد الغيستابو.

## ما بعد الحرب
بحلول نهاية الحرب العالمية الثانية، تم إغلاق كل مطعم صيني في هامبورغ. تم تدمير المجتمعات الصينية قبل الحرب في برلين وهامبورغ وبريمن، ولم يبق أي وجود صيني تقريبًا في ألمانيا.[بحاجة لمصدر]
بحلول الوقت الذي بدأت فيه الحكومة الجمهورية في إيواء الناجين الصينيين الألمان، أمكن التعرف على 148 فقط؛ اختار معظمهم العودة إلى البر الصيني الرئيسي، وبقي عدد قليل منهم في ألمانيا. تقدم بعض الناجين بطلب تعويض من السلطات، لكن تم رفض طلباتهم، لأن الاضطهاد لم يكن جزءً من الهولوكوست، في حد ذاته.
في عام 2009، أنتج أربعة طلاب من جامعة كونستانز فيلمًا وثائقيًا عنوانه بلدة غريبة، والذي يروي قصة الحي الصيني في هامبورغ. تم عرضه لاحقًا في معرض شنغهاي العالمي 2010.